# Leninade
La Leninade (in russo Ленинад?) è una bibita a base di limoni creata dall'azienda Real Soda In Real Bottles, Ltd. Il nome è una parola macedonia composta da "Lenin", rivoluzionario e politico sovietico, e lemonade, ovvero limonata. Il packaging è a tema sovietico, di colore rosso e con una falce e martello gialla.

## Storia
La bibita è stata in produzione dai primi anni del 2000, diventando accessibile al commercio intorno al 2002. È stata descritta come una semplice limonata di un colore rosso acceso o rosa. Non presenta tracce di caffeina, e tra i suoi ingredienti sono presenti acqua gassata, zucchero di canna, acido citrico, gomma d'acacia, aroma naturale e artificiale, gliceril abietato e benzoato di sodio.

## Accoglienza
Secondo Rachel Tepper di The Huffington Post, «il sapore non è proprio il punto di forza della Leninade. Lo sono i giochi di parole sovietici stampati sull'etichetta della bottiglia». I giochi di parole di cui parla Tepper sono degli slogan ironici che prendono in giro la fraseologia e la propaganda del periodo sovietico: sono presenti frasi come «Un assaggio per cui vale la pena fare la fila!», «Fatti martellare e falciare!», «Bevi compagno! Bevi! È questo o il gulag!», «La guerra è meglio servita fredda» e «Ah, una giornata calda. Rinfrescati con una guerra fredda».
Katharine Shilcutt di Houston Press ha descritto la Leninade come «una limonata rosa con solo una leggera carbonatazione. Mi è davvero piaciuta...è una bevanda estiva leggera, divertente da servire con un occhiolino e da gustare con la lingua ben piantata nella guancia». In un'altra recensione, Steve Banner di BevReview ha dichiarato: «la bottiglia è un bel ricordo di per sé, poiché la grafica è stampata direttamente sul vetro..la bottiglia in sé non descrive il sapore, e al sorso, è piuttosto difficile da definire. Ci sono elementi di limone, agrumi, ciliegia e pompelmo...o almeno questo è quello che dicevano le mie papille gustative...il profilo aromatico non tradizionale la aiuta a stare da sola sia nel posizionamento che nel gusto. Leninade è unica, come trovare un atleta olimpico del blocco orientale che non usa steroidi. Consigliato!».